# Xanthorhoe colorata
Xanthorhoe colorata är en fjärilsart som beskrevs av Walker 1863. Xanthorhoe colorata ingår i släktet Xanthorhoe och familjen mätare. Inga underarter finns listade i Catalogue of Life.